# Raǐmond Ekabovich Cinovskis
Raǐmond Ekabovich Cinovskis ( Riga, 1930 - ) es un botánico letón.

## Algunas publicaciones
- Cinovskis, r.e. 1971. Crataegi baltici. Riga

### Libros
- a.v. Zvirgzd, a. m. Maurin, r.e. Cinovskis. 1971. Skriverskij dendrarij. 169 pp.
- 1987. Botaničeskie sady Pribaltiki. 246 pp.

## Tributo
- La abreviatura «Cinovskis» se emplea para indicar a Raǐmond Ekabovich Cinovskis como autoridad en la descripción y clasificación científica de los vegetales.[1]